# Инцидент с китайскими студентами на Красной площади (1967)
Инцидент с китайскими студентами на Красной площади — инцидент, произошедший на Красной площади в Москве 25 января 1967 года на фоне ухудшения советско-китайских отношений.

## Инцидент
В связи с ухудшением советско-китайских отношений 7 октября 1966 года властями СССР было принято решение выслать из страны всех обучавшихся в СССР студентов из КНР.
25 января 1967 года большая группа возвращающихся на родину из Франции через Москву китайских студентов (от 70 до 100 человек) на двух туристических автобусах прибыла на Красную площадь, чтобы возложить венок к мавзолею Ленина в память недавней (21 января) очередной годовщины смерти Ленина, при содействии посольства КНР в Москве, несколько сотрудников которого также прибыли на Красную площадь вместе со студентами.
Согласно сообщениям советской прессы, возложив венок к мавзолею под пение «Интернационала», китайские студенты перепрыгнули через ограждения, выстроились вдоль мавзолея, достали красные книжечки с цитатами Мао Цзедуна и принялись выкрикивать изречения из него, создавая беспорядок и мешая другим пройти в мавзолей. Милиционеры предложили китайским гражданам «либо пройти в Мавзолей, либо освободить проход». Однако китайцы не только отказались подчиниться с «антисоветскими выкриками», но и один из них якобы ударил по лицу женщину, стоявшую в очереди в мавзолей, после чего и прочие китайцы «стали набрасываться на советских людей, наносить им удары». Как сообщается, китайцы кричали: «Да здравствует товарищ Ленин!», «Да здравствует товарищ Сталин!», «Долой ревизиониста Брежнева и врага Косыгина!». Затем, якобы, «советские люди, находившиеся на Красной площади», взявшись за руки и образовав живую цепь, оттеснили китайцев, после чего они «вынуждены были сесть в автобусы и уехать».
Китайские же власти распространили иную версию этих событий. Согласно ей, милиционеры напали на китайцев после того, как они отказались прекратить петь «Интернационал», и при этом среди китайских студентов даже «были убитые и раненые».

## Последствия
На следующий день, 26 января 1967 года, советские власти выслали китайских студентов поездом на родину. Корреспондент агентства United Press International так описывает их отъезд: «60 китайских студентов отбыли в Пекин в повязках и покрытые йодом, явно пытаясь доказать свои обвинения в том, что они подверглись жестокому обращению. Но под йодом, как удалось обнаружить наблюдателям, не было никаких признаков царапин, синяков, порезов или опухших мест. Большинство наблюдателей на вокзале было согласно с тем, что китайский врач в посольстве искусно разукрасил студентов, пытаясь создать поддельные царапины, чтобы подкрепить китайскую версию инцидента на Красной площади».
В тот же день в Пекине тысячи людей отправились к посольству СССР, чтобы выразить протест. Возле посольства установили 56 мощных громкоговорителей, через которые 400 китайцев, периодически сменяясь, по 18 часов в сутки в течение 8 дней выкрикивали лозунги. Ездил автомобиль с камнями, которые разбирали хунвейбины и бросали их в окна зданий посольства. На воротах посольства вешали чучела советских людей, которые затем сжигали на кострах. Советские дипломаты не могли выйти из посольства в течение двух недель. 6 февраля 1967 года семьи дипломатов были эвакуированы в СССР. Перед этим они оказались в окружении разъяренной толпы в аэропорту, первый секретарь посольства Наташин «был основательно избит и периодически терял сознание». Отношения СССР и КНР окончательно испортились.